# One Year
| Recensione | Giudizio |
| ---------- | -------- |
| AllMusic   | [ 1 ]    |

One Year è il primo album discografico solista del cantante inglese Colin Blunstone, pubblicato dalla casa discografica Epic Records nel novembre del 1971.
Il singolo Say You Don't Mind raggiunse la quindicesima posizione delle classifiche del UK.

## Tracce
Lato A
1. She Loves the Way They Love Her – 2:58 (Rod Argent, Chris White)
2. Misty Roses – 5:07 (Tim Hardin)
3. Smokey Day – 3:16 (Rod Argent, Chris White)
4. Caroline Goodbye – 2:57 (Colin Blunstone)
5. Though You Are Far Away – 3:28 (Colin Blunstone)

Lato B
1. Mary Won't You Warm My Bed – 3:15 (Mike D'Abo)
2. Her Song – 3:33 (Rod Argent, Chris White)
3. I Can't Live Without You – 3:32 (Colin Blunstone)
4. Let Me Come Closer – 2:28 (Colin Blunstone)
5. Say You Don't Mind – 3:21 (Denny Laine)

Edizione CD del 2010, pubblicato dalla Epic/Sony Records (EICP 1386)
1. She Loves the Way They Love Her – 2:58 (Rod Argent, Chris White)
2. Misty Roses – 5:07 (Tim Hardin)
3. Smokey Day – 3:16 (Rod Argent, Chris White)
4. Caroline Goodbye – 2:57 (Colin Blunstone)
5. Though You Are Far Away – 3:28 (Colin Blunstone)
6. Mary Won't You Warm My Bed – 3:15 (Mike D'Abo)
7. Her Song – 3:33 (Rod Argent, Chris White)
8. I Can't Live Without You – 3:32 (Colin Blunstone)
9. Let Me Come Closer – 2:28 (Colin Blunstone)
10. Say You Don't Mind – 3:21 (Denny Laine)
11. I Hope I Didn't Say Too Much Last Night – 3:30 – Bonus Track - Mono Single Version
12. Mary Won't You Warm My Bed – 3:06 (Mike D'Abo) – Bonus Track - Mono Single Version

## Musicisti
- Colin Blunstone - voce, chitarra
- Rod Argent - tastiere (brani: She Loves the Way They Love Her, Caroline Goodbye e Mary Won't You Warm My Bed)
- Russ Ballard - chitarra (brani: She Loves the Way They Love Her, Caroline Goodbye e Mary Won't You Warm My Bed)
- Jim Rodford - basso (brani: She Loves the Way They Love Her, Caroline Goodbye e Mary Won't You Warm My Bed)
- Bob Henrit - batteria (brani: She Loves the Way They Love Her, Caroline Goodbye e Mary Won't You Warm My Bed)
- Alan Crosthwaite - chitarra (solo nel brano: Misty Roses)

Note aggiuntive
- Chris White e Rod Argent - produttori (per la Nexus Record Productions for Active Records)
- Chris Gunning - arrangiamenti (eccetto brani: She Loves the Way They Love Her, Caroline Goodbye, Mary Won't You Warm My Bed e Let Me Come Closer)
- Rod Argent - arrangiamenti (brano: She Loves the Way They Love Her)
- Tony Visconti e Rod Argent - arrangiamenti (brani: Caroline Goodbye e Mary Won't You Warm My Bed)
- John Fiddy - arrangiamenti (brano: Let Me Come Close)
- Peter Vince - ingegnere delle registrazioni (eccetto brani: She Loves the Way They Love Her e Misty Roses)
- Jerry Boys - ingegnere delle registrazioni (brano: She Loves the Way They Love Her)
- Peter Vince e Jerry Boys - ingegneri delle registrazioni (brano: Misty Roses)
- Paul Ostrer - fotografia copertina album[5][6]